# ひと恋めぐり
『ひと恋めぐり』（ひとこいめぐり）は、柴咲コウの13枚目のシングル（RUI名義含む）。2007年3月28日発売。発売元はNAYUTAWAVE RECORDS / ユニバーサルミュージック。

## 解説
『at home』に続いて2か月連続でリリースされた。W購入者応募特典で、オリジナル・グッズのプレゼント・キャンペーンがあった。
タイトル曲は、この曲を主題歌とするドラマの原作『砂時計』を読んでから作詞したという。

## PV
PVには『砂時計』の登場人物である水瀬[植草]杏役の佐藤めぐみ、北村大悟役の竹財輝之助なども登場している。
一部、ドラマの映像も流れ、柴咲コウ本人も、水瀬[植草]杏（佐藤めぐみ）と会話する場面も見られている。

## 収録曲
1. ひと恋めぐり
  - 作詞:柴咲コウ、作曲:Jin Nakamura、編曲:華原大輔、ストリングス・アレンジ:前嶋康明
  - TBS系ドラマ愛の劇場『砂時計』主題歌
2. カラフルタクシー
  - 作詞:柴咲コウ、作曲:Jin Nakamura、編曲:REO
  - SEIKO「LUKIA」イメージ・ソング
3. ひと恋めぐり (Backing Track)
  - 作曲:Jin Nakamura、編曲:華原大輔、ストリングス・アレンジ:前嶋康明

## 楽曲の収録アルバム
ひと恋めぐり
- 『嬉々♥』
- 『Single Best』
- 『Love&Ballad Selection』
- 『KO SHIBASAKI ALL TIME BEST 詩』

### 試聴（公式）
- ひと恋めぐり （ミュージックビデオ） - YouTube